# 宮崎県立みやざき学園
宮崎県立みやざき学園（みやざきけんりつみやざきがくえん）は、宮崎県都城市にある児童自立支援施設である。
家庭や学校で適応できない児童（18歳未満）を受け入れ、個々の児童の状況に応じて必要な指導を行い、児童の健全な人格形成と自立を支援するところである。

## 沿革
- 1910年（明治43年） - 浄土真宗本願寺派攝護寺が感化院『日州学院』開設。
- 1915年（大正4年） - 宮崎県に移管。『宮崎県立感化院慎修学校』に改称。
- 1933年（昭和8年） - 少年教護法の下、施設名称が「感化院」から「少年教護院」となる。
- 1947年（昭和22年） - 児童福祉法施行により、施設名称が「少年教護院」から「教護院」となる。
- 1975年（昭和50年） - 現在地に移転。『宮崎県立みやざき学園』に改称。
- 1998年（平成10年） - 児童福祉法改正により、施設名称が「教護院」から「児童自立支援施設」となる。
- 2014年（平成26年） - 付随教育施設として都城市立白雲小学校、都城市立白雲中学校が開設。

## 交通
- JR九州吉都線万ケ塚駅より徒歩15分。

| スタブアイコン | サブスタブ | この項目は、まだ閲覧者の調べものの参照としては役立たない、宮崎県に関連した書きかけの項目です。この項目を加筆・訂正などしてくださる協力者を求めています（P:日本の都道府県/宮崎県）。 |